# Инаугурация Аскара Акаева (1991)
Первая инаугурация Аскара Акаевича Акаева в качестве первого Президента Киргизской Республики состоялась в декабре 1991 года, которая ознаменовала начало первого срока Аскара Акаева на посту президента Киргизии. Прошла в Белом доме.
Аскар Акаев был избран президентом страны на президентских выборах, состоявшихся 12 октября 1991 года, с результатом 95,33 % голосов избирателей.
В начале 1990-х годов термин «инаугурация» официально не использовался, президент лишь приносил присягу.

## Церемония
Церемония состоялась в начале декабря 1991 года и стала первой церемонией инаугурации президента независимой Киргизии. Она прошла в стенах Белого дома на парламентской сессии.
Восьмая сессия Жогорку Кенеша, на которой Аскар Акаев должен был принять присягу, началась с минуты молчания: депутаты почтили память погибшего в автокатастрофе премьер-министра Насирдина Исанова. Обсудив повестку дня, они приняли текст президентской присяги, куда по предложению депутатов-писателей добавили больше эмоций и торжественности.
Церемония началась с барабанной дроби и исполнения военным оркестром сигнала «Слушайте все!». А. Акаев зачитал текст присяги, затем прозвучал гимн страны. Никакой клятвы на Конституции не было (текст Конституции появился два года спустя), глава государства лишь поцеловал документ и флаг. Народный писатель Тюгёльбай Сыдыкбеков благословил лидера страны на большой и нелёгкий труд. Аскару Акаеву преподнесли ак-калпак и тёмно-синий халат.
В своём выступлении А. Акаев заявил, что «нынешняя жизнь» не способствует праздникам и торжествам, и перешёл к программной речи. По окончании церемонии был объявлен получасовой перерыв, после которого депутатам предстояло вернуться к своей обычной работе, однако они предложили завершить заседание на следующий день, чтобы вернуться для обсуждения актуальных вопросов.
Спустя четыре года Акаев снова был приведён к присяге. Сам формат церемонии остался прежним. Среди нововведений было официальное использование термина «инаугурация» и вручение удостоверения президенту.